# Puričani
Puričani, također znani kao i Purićani su naselje na području Grada Bjelovara u Bjelovarsko-bilogorskoj županiji.
Puričani su prigradsko naselje gradu Bjelovaru. Nalaze se 5 kilometara sjeverno od grada u pravcu Podravine, na obroncima Bilogore. Stanovnici se većinom bave poljoprivredom. Uz selo prostiru se vinogradi s kojih se pruža panoramski pogled na Bjelovar te šume u kojima ima divljači. U dijelu sela nalaze se vikendice.

## Stanovništvo
Prema popisu stanovništva iz 2001. godine, naselje je imalo 162 stanovnika te 50 obiteljskih kućanstava.
| broj stanovnika |       |       |       | 158   | 153   |       |       |       | 137   | 145   | 125   | 117   | 144   | 170   | 162   | 136   | 151   |
|                 | 1857. | 1869. | 1880. | 1890. | 1900. | 1910. | 1921. | 1931. | 1948. | 1953. | 1961. | 1971. | 1981. | 1991. | 2001. | 2011. | 2021. |